# Jardín botánico de Miranda de Ebro

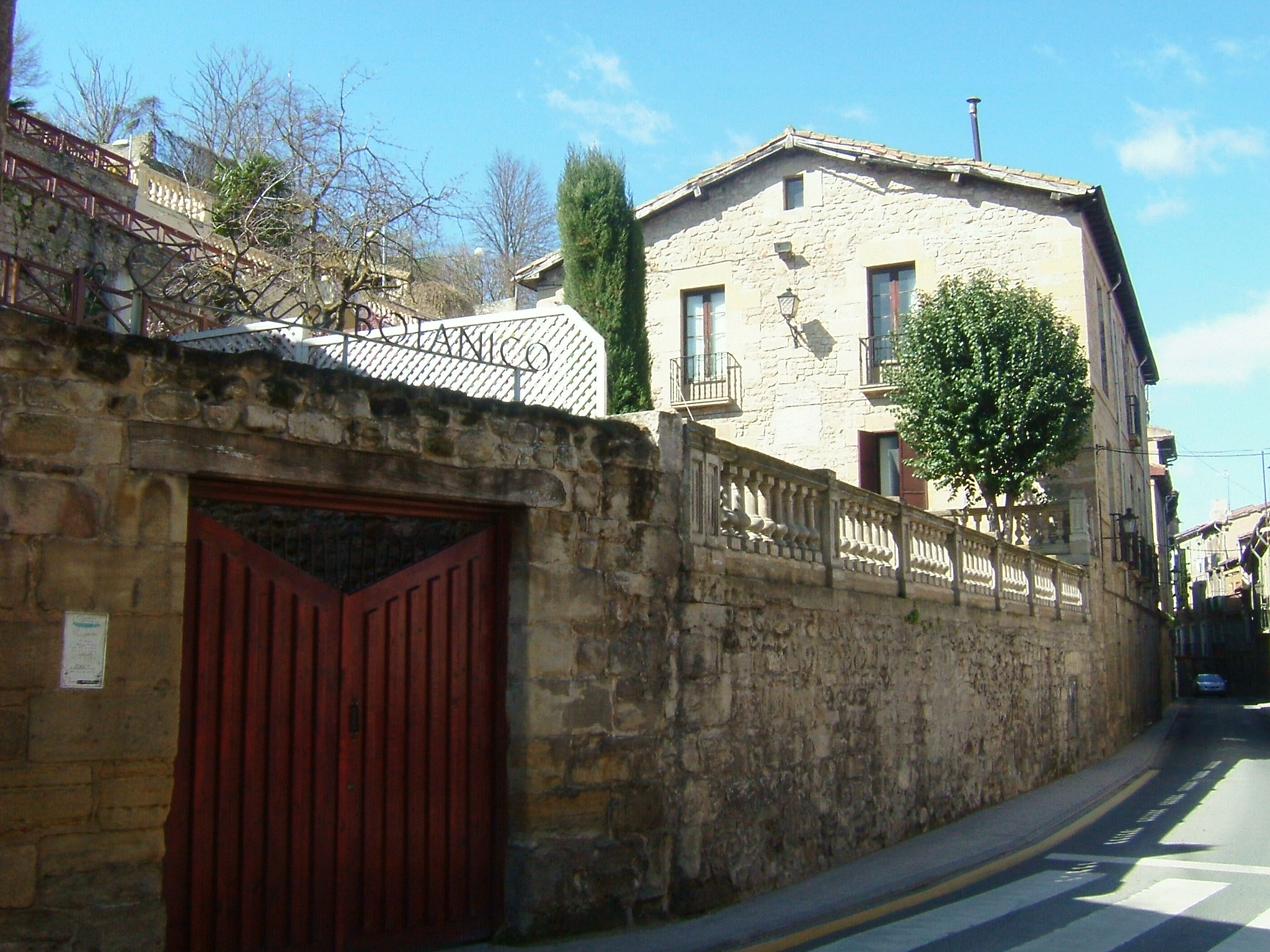
Entrada principal.

El Jardín Botánico de Miranda de Ebro es un jardín botánico de unos 2400 metros cuadrados de extensión que se encuentra en el municipio burgalés de Miranda de Ebro, comunidad autónoma de Castilla y León, España.

## Localización
El Jardín Botánico se encuentra situado en pleno Centro  Histórico de Miranda de Ebro, junto al antiguo convento de las Siervas de Jesús, en la calle La Fuente, 22. La entrada se realiza por el CIMA (Centro de Interpretación de Miranda Antigua) situado en la calle San Francisco, 10.
HORARIO DE VERANO
- Del 1 de junio al 30 de septiembre (de martes a sábado) de 10 a 14:30 h. y de 17 a 20:30 h. Domingos de 10:00 a 14:30

HORARIO DE INVIERNO
- Del 1 de octubre al 31 de mayo (de martes a sábado) de 10 a 14h. y de 16 a 18 h. Domingos de 10:00 a 14:00

La entrada al recinto es gratuita así como la visitas guiadas que exigen reserva previa.

## Historia
El Jardín Botánico se asienta en el antiguo huerto del palacio de los Encio, que posteriormente fue propiedad de las monjas Siervas de Jesús y data del siglo XVIII. Ocupa parte de la ladera del cerro de La Picota, junto al antiguo castillo, y está dividido en terrazas.
En 1998 se inaugura el recinto que constaba de 7 terrazas y 1300 m². Los objetivos primarios del Jardín Botánico fueron la creación de empleo para los talleres municipales, la actividad docente y la creación de un espacio de ocio en el centro de la ciudad. La orografía escalonada del terreno, las escaleras, la pérgola,... conforman un estilo arquitectónico peculiar desde donde se ofrecen unas magníficas panorámicas de la parte nueva de la ciudad y del Ebro.
En 2004 se acomete la primera reforma del jardín. Se aumentan las terrazas de siete a trece y se eliminan barreras arquitectónicas con la creación de rampas. El número de metros cuadrados asciende a 2400.
En 2011 se finalizó la construcción del nuevo acceso al jardín que, al disponer de ascensor, supuso la eliminación de barreras arquitectónicas. Actualmente está integrado dentro del CIMA (Centro de Interpretación de Miranda Antigua. El edificio también dispone de una sala didáctica o de conferencias, de aseos y, además, sirve de punto de recepción y acogida a visitantes. El nexo de unión entre el Jardín Botánico y el Castillo lo constituye un ascensor que partiendo  de la Terraza Mediterránea lleva hasta la entrada del Castillo.

## Colecciones

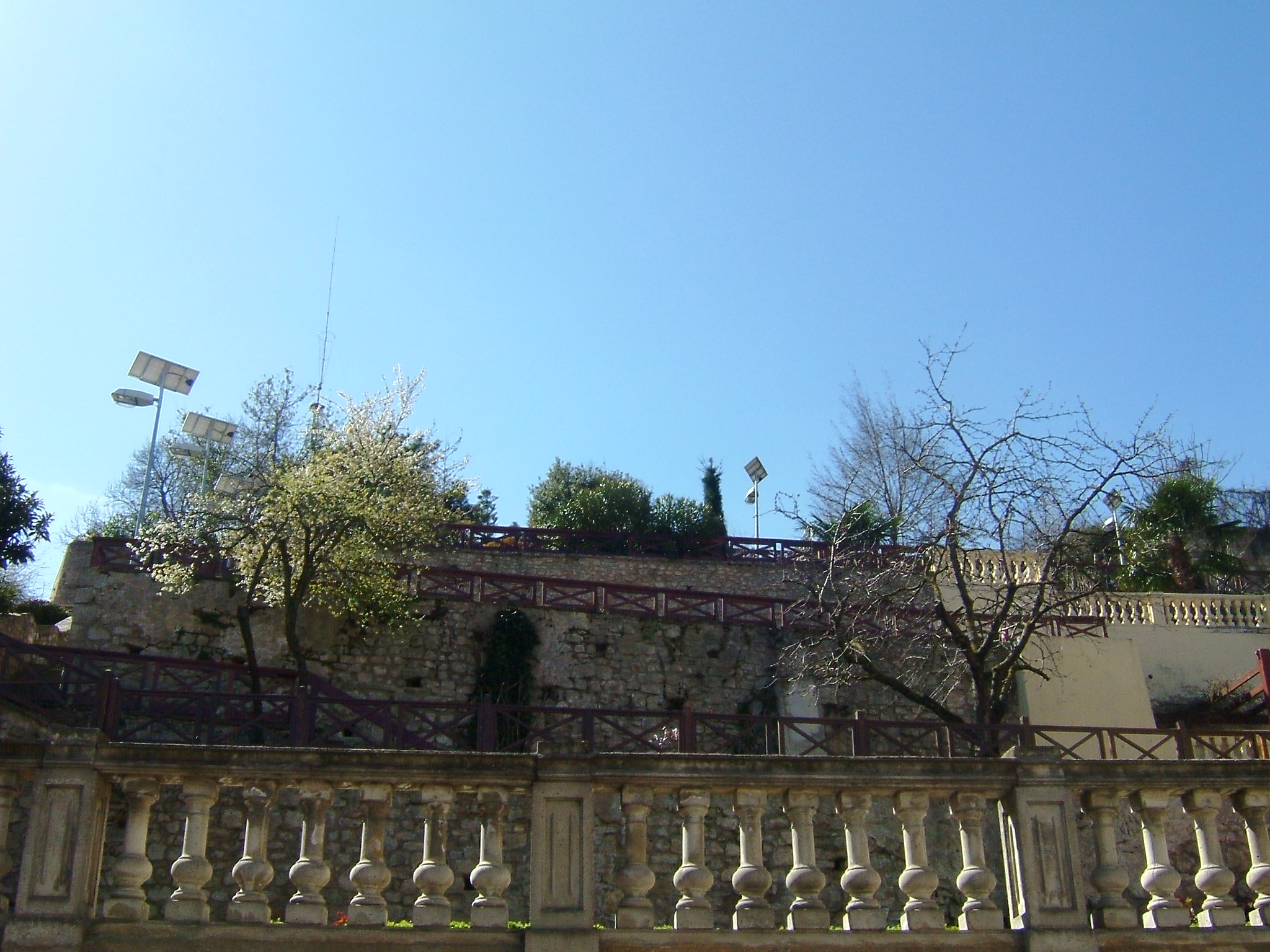
Vista de la distribución en terrazas.

El recinto está dividido en 13 terrazas, de ellas siete tiene un carácter específico mientras que el resto son espacios de transición. Un total de 680 especies de plantas y árboles, cuya procedencia puede ser tan dispar como Japón o Brasil, ocupan los 2400 m² del jardín. Destacan las colecciones:
- De la Rosaleda.
- De los Frutales.
- De Aromáticas.
- De la Pérgola.
- Mediterránea.
- Del Emparrado.
- De Autóctonas.

Entre las terrazas de transición destaca la dedicada a la de variedades de cactus. Cada especie tiene una placa identificativa que incluye su nombre común, científico, variedad, familia y origen.